# 무함마드 압두

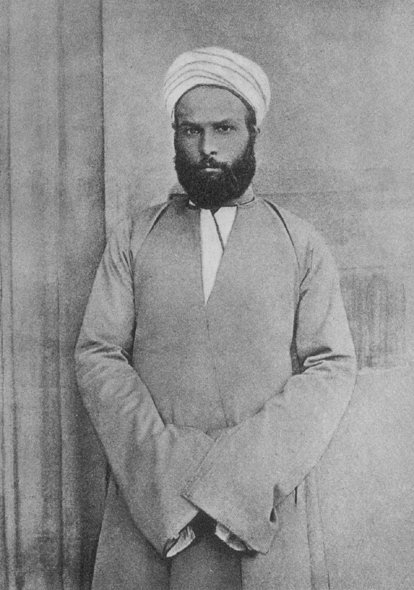

무함마드 압두(Muhammad Abduh, 1849 – 1905년 7월 11일)는 이집트인 이슬람 학자, 프리메이슨, 저술가이다. 압두는 자말 압딘 알 아프가니와 더불어 범이슬람주의 반제국주의 저널 Al-Urwah al-Wuthqa를 출판했다.

## 생애
무함마드 압두는 1849년 튀르키예인 아버지와 이집트인 어머니 아래에서 나일강 삼각주에서 태어났다. 쿠르드족 뿌리가 있기도 하다.

## 같이 보기
- 라시드 리다
- 번역